# Lej Ting-csie
Lej Ting-csie (Lei Tingjie (雷挺婕, Lej Ting-csie), a nemzetközi szakirodalomban Lei Tingjie) (Csungking (Chóngqìng), 1997. március 13. –) kínai női sakkozó, nagymester (GM), sakkolimpiai bajnok, junior lány világranglista vezető, világbajnokjelölt (2021).
2014-ben szerezte meg a női nagymesteri, 2017-ben a nagymester címet. 2018. márciusban 2545 Élő-pontszámmal rendelkezett, ezzel az aktuális világranglistán a 7., a női sakkozók örökranglistáján a 21. helyre került.
2021-ben megnyerte az első női FIDE Grand Swiss versenyt, ezzel kvalifikációt szerzett a 2022-es női sakkvilágbajnokság világbajnokjelöltek versenyén való indulásra.

## Sakkpályafutása

### Ifjúsági eredményei
Ötéves korában tanult meg sakkozni. 2007-ben, tízévesen már Kína női egyéni sakkbajnoksága B csoportjának résztvevője volt.
2007-ben az U10 korosztályos ifjúsági sakkvilágbajnokságon holtversenyben a 2−4. helyen végzett. 2010-ben Ázsia U14 korosztályos lánybajnokságán holtversenyes 1−2. helyezett. Ebben az évben az U14 korosztályos lányok világbajnokságán a 2−5. helyen végzett, a holtverseny eldöntése után 4. helyezett lett. 2011-ben Ázsia bajnokságának U14 korosztályos fiúk versenyén indult, ahol a 4. helyet szerezte meg. 2012-ben az U16 korosztályos lányok világbajnokságán 5. helyezett lett.
2016. áprilistól a junior lányok világranglistájának élén állt.

### Kína női bajnokságán
2012-ben a kínai bajnokság B csoportjának (női szekció) az első helyét szerezte meg. 2014-ben Csü Ven-csün mögött Sen Janggal holtversenyben 2−3. helyen végzett és bronzérmet szerzett Kína női sakkbajnokságán. 2015-ben Kína női bajnokságán Tan Csung-ji és Sen Jang mögött ismét bronzérmet szerzett. 2016-ban a 2−4. helyen végezve harmadszor is bronzérmes lett.

### Eredményei a világbajnoki versenysorozatokon
2011-ben, 14 éves korában indulhatott el először a női sakkvilágbajnokság versenysorozatán, és az ázsiai zóna versenyén a középmezőnyben végzett. 2013-ban az ázsiai zóna versenyén holtversenyben a 2−3. helyet szerezte meg,  ezzel 16 évesen először jogot szerzett  arra, hogy a 2015-ös női sakkvilágbajnokság résztvevője legyen, ahol a 2. körben az első kiemelt indiai Kónéru Hanpi ütötte el a továbbjutástól. .
2014-ben a férfiak között indult a világbajnoki zónaversenyen, és az 5−10., végeredményben a 7. helyen végzett.

### Egyéb kiemelkedő versenyeredményei
2014-ben a legjobb női eredményt érte el Grazban az Internationales Casino Open Graz 2014 torna A versenyén. Ugyanebben az évben Csü Ven-csün és Tan Csung-ji előtt megnyerte a China (XiShan) The Fourth Chess Women Masters Tournament versenyt. Egy évvel később ezen a versenyen Tan Csung-ji mögött a második helyet szerezte meg.
2015-ben egy pont előnnyel utasította maga mögé a mezőnyt a Moscow Open B (női kupa) versenyén. 2016-ban második helyezettként és ezzel legjobb női versenyzőként zárt a spanyolországi Roquetas de Marban rendezett nyílt tornán. 2016-ban Grazban a legjobb női eredményt érte el a nemzetközi nyílt torna A versenyén, és a legjobb női eredményt mondhatta magáénak a 2016-os Aeroflot Open A versenyén is.
2016-ban a Philippine International nyílt versenyen legjobb női eredményként a harmadik helyen végzett. Ugyancsak a legjobb női eredményt érte el a PSC- Puregold International Chess Challenge torna nyílt versenyén.

## Eredményei csapatban
Tagja volt a 2018-as sakkolimpián aranyérmet szerzett kínai válogatottnak, és egyéni teljesítményével ezüstérmet szerzett.
2015-ben tagja volt a sakkcsapat világbajnokságon bronzérmes kínai válogatottnak, és egyéni eredményével aranyérmet szerzett. A 2017-es sakkcsapat világbajnokságon csapatban ezüstérmes lett, egyéniben két aranyérmet is szerzett.
2016-ban tagja volt az Ázsia-bajnokságot nyert kínai válogatottnak.